# Chloë Sevigny

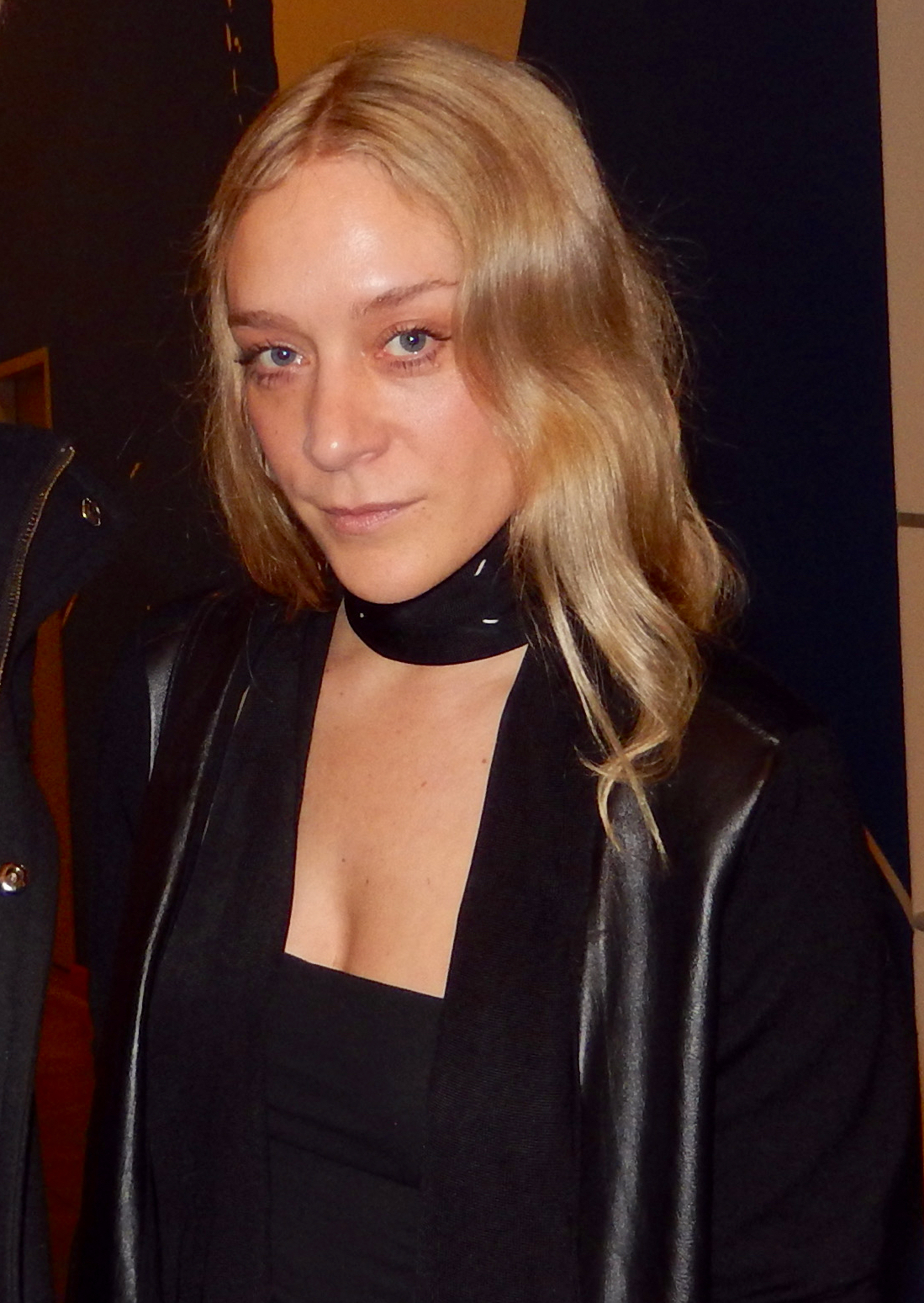
Chloë Sevigny, 2017

Chloë Stevens Sevigny (* 18. November 1974 in Springfield, Massachusetts) ist eine US-amerikanische Schauspielerin und ehemaliges Model.

## Leben und Karriere
Sevigny wuchs in der Kleinstadt Darien im US-Bundesstaat Connecticut auf. Ihre Mutter Janine (geborene Malinowski) ist Grundschullehrerin, ihr Vater H. David Sevigny († 1996) arbeitete in einem Versicherungsunternehmen und später als Innenraummaler. Sie hat einen älteren Bruder namens Paul, der als DJ in New York City arbeitet. Sevignys Vorfahren mütterlicherseits stammen aus Polen, väterlicherseits ist sie franko-kanadischer Abstammung.
Sie besuchte die Darien High School und war ein eher rebellischer Teenager. Sie rauchte, rasierte sich den Kopf, experimentierte mit Drogen und schwänzte die Schule. Sie sei ein deprimierter Teenager gewesen und habe sich in der spießigen Kleinstadt Darien gelangweilt, erklärte Sevigny diese Phase später. Es zog sie daher immer häufiger nach New York City, wo sie mit den Skatern im Washington Square Park rumhing. Mit 18 Jahren verließ Sevigny schließlich ihr Elternhaus und mietete sich ein Apartment im Stadtteil Brooklyn.
Sevigny begann ihre Karriere als Model. 1993 wurde sie an einem Zeitungsstand im East Village von einer Mode-Redakteurin des US-amerikanischen Sassy-Magazins angesprochen, die so begeistert von Sevignys außergewöhnlichem Kleidungsstil war, dass sie sie für das Magazin als Model vor die Kamera holte. Später arbeitete Sevigny auch als Praktikantin in der Moderedaktion der Zeitschrift.
Einige Monate später wurde Sevigny erneut wegen ihres „Looks“ auf der Straße angesprochen, diesmal von einer Fotografin, die sie für das britische Mode- und Musikmagazin i-D ablichtete. 1994 wurde sie für das Label X-Girl der Sonic-Youth-Frontfrau Kim Gordon gebucht und posierte in einer Modestrecke des Paper-Magazine. Es folgten diverse weitere Modelaufträge u. a. für H&M und die 1996er Frühjahrs- und Sommerkollektion von Miu Miu.
Erste Rollen spielte Sevigny in Musikvideos der Bands Sonic Youth und Lemonheads. Ihr Filmdebüt gab sie 1995 in dem Independent-Drama Kids von Larry Clark. Ihr damaliger Lebensgefährte Harmony Korine hatte das Drehbuch zum Film geschrieben und sie dem Regisseur empfohlen. Mit Korine arbeitete sie auch 1997 an Gummo.
Ihren bis dahin größten schauspielerischen Erfolg feierte Sevigny an der Seite von Hilary Swank in Boys Don’t Cry aus dem Jahr 1999. Für ihre Rolle als Lana Tisdel wurde sie sowohl für den Oscar als auch für den Golden Globe nominiert.
Aufsehen erregte 2003 der Film The Brown Bunny, in dem Sevigny Oralverkehr an Vincent Gallo vollzog, was in den USA für Proteste sorgte. 2010 erhielt sie für ihre Nebenrolle als fundamentalistische Mormonin und Ehefrau eines Polygamisten in der Fernsehserie Big Love den Golden Globe Award.
Im Mai 2012 bekam Sevigny die Rolle der Abigail Williams in David Esbjornsons Bühnenstück Abigail/1702, welches vom 27. Juni bis 8. Juli 2012 in New York aufgeführt wurde. Im selben Jahr verkörperte sie außerdem in der britischen Fernsehserie Hit & Miss eine transweibliche Auftragskillerin und gehört seit 2012 zum Ensemble der Horrorserie American Horror Story.
Sevigny übernahm an der Seite von Natasha Lyonne eine Hauptrolle im Horrorfilm Antibirth (2016) des Puerto Ricaners Danny Perez, sowie neben Johnny Galecki und Anjelica Huston  in der Horror-Komödie The Master Cleanse.
Ihr Regiedbebut gab Sevigny im Jahr 2016 mit dem Kurzfilm Kitty, der Adaption einer Kurzgeschichte von Paul Bowles. Der Film war anschließend in Cannes zu sehen. Weitere Kurzfilme folgten, darunter White Echo, der 2019 ebenfalls Cannes lief.
Sie engagiert sich für soziale und politische Anliegen, insbesondere für Frauen- und LGBTQ+-Rechte.

## Filmografie
- 1995: Kids
- 1996: Trees Lounge – Die Bar, in der sich alles dreht (Trees Lounge)
- 1997: Gummo
- 1998: Palmetto – Dumme sterben nicht aus (Palmetto)
- 1998: Last Days of Disco – Nachts wird Geschichte gemacht (The Last Days of Disco)
- 1999: Boys Don’t Cry
- 1999: Julien Donkey-Boy
- 1999: Unschuldig verfolgt (A Map of the World)
- 2000: American Psycho
- 2000: Women Love Women (If These Walls Could Talk 2) (Fernsehfilm)
- 2002: Ten Minutes Older: The Trumpet (Kurzfilm)
- 2002: Demonlover
- 2003: Party Monster
- 2003: Death of a Dynasty
- 2003: Dogville
- 2003: The Brown Bunny
- 2003: Shattered Glass
- 2004: Will & Grace (Fernsehserie, Episode 6x17)
- 2004: Melinda und Melinda (Melinda and Melinda)
- 2005: Manderlay
- 2005: Broken Flowers
- 2005: 3 Needles
- 2005: Mrs. Harris – Mord in besten Kreisen (Mrs. Harris)
- 2006: Lying
- 2006: Sisters – Tödliche Schwestern (Sisters)
- 2007: Zodiac – Die Spur des Killers (Zodiac)
- 2007: Big Love: In the Beginning (Webserie, 3 Episoden)
- 2006–2011: Big Love (Fernsehserie, 53 Episoden)
- 2009: Experiment Killing Room (The Killing Room)
- 2009: Ein fürsorglicher Sohn (My Son, My Son, What Have Ye Done)
- 2010: Mr. Nice
- 2011: Fight for Your Right Revisited (Kurzfilm)
- 2012: Law & Order: Special Victims Unit (Fernsehserie, Episode 13x19)
- 2012: Hit & Miss (Fernsehserie, Episoden 1x01–1x06)
- 2012–2016: American Horror Story (Fernsehserie, 18 Episoden)
- 2013: Portlandia (Fernsehserie, 9 Episoden)
- 2013: Lovelace
- 2013: The Wait
- 2013: The Mindy Project (Fernsehserie, 6 Episoden)
- 2014: Those Who Kill (Fernsehserie, 10 Episoden)
- 2015–2017: Bloodline (Fernsehserie, 24 Episoden)
- 2016: Love & Friendship
- 2016: Antibirth
- 2017: Golden Exits
- 2017: Beatriz at Dinner
- 2017: The Dinner
- 2017: Lean on Pete
- 2017: Schneemann (The Snowman)
- 2018: Lizzie Borden – Mord aus Verzweiflung (Lizzie)
- 2019: The Dead Don’t Die
- 2019: Love Is Blind
- 2019–2022: Matrjoschka (Russian Doll, Fernsehserie, 8 Episoden)
- 2019: The Act (Fernsehserie, 6 Episoden)
- 2019: Queen & Slim
- 2019: The True Adventures of Wolfboy
- 2020: Slow Machine
- 2020: We Are Who We Are (Fernsehserie, 6 Episoden)
- 2022: The Girl from Plainville (Miniserie, 8 Episoden)
- 2022: Bones and All
- 2023: Pokerface (Fernsehserie, Episode 1x04)
- 2024: Feud (Fernsehserie, 8 Episoden)
- 2024: Bonjour Tristesse
- 2024: Monster: Die Geschichte von Lyle und Erik Menendez (Monster: The Lyle and Erik Menendez Story, Miniserie)
- 2025: Atropia
- 2025: Magic Farm

## Auszeichnungen und Nominierungen
Academy Award („Oscar“)
- 2000: Nominierung als beste Nebendarstellerin für Boys Don’t Cry

Golden Globe Award
- 2000: Nominierung als beste Nebendarstellerin für Boys Don’t Cry
- 2010: Auszeichnung als beste Nebendarstellerin in einer Fernsehserie für Big Love

Independent Spirit Award
- 1996: Nominierung als beste Nebendarstellerin für Kids
- 2000: Auszeichnung als beste Nebendarstellerin für Boys Don’t Cry

Satellite Award
- 2000: Auszeichnung als beste Nebendarstellerin in einem Spielfilm-Drama für Boys Don’t Cry

Screen Actors Guild Award
- 2000: Nominierung als beste weibliche Schauspielerin in einer Nebenrolle für Boys Don’t Cry

Weitere Preise
- 1999: Auszeichnung mit dem Boston Society of Film Critics Award als beste Nebendarstellerin für Boys Don’t Cry
- 1999: Auszeichnung mit dem Los Angeles Film Critics Association Award als beste Nebendarstellerin für Boys Don’t Cry
- 2000: Auszeichnung mit dem Chicago Film Critics Association Award als beste Nebendarstellerin für Boys Don’t Cry
- 2000: Nominierung für den Chlotrudis Award als beste Nebendarstellerin für Boys Don’t Cry
- 2000: Auszeichnung mit dem Las Vegas Film Critics Society Award als beste Nebendarstellerin für Boys Don’t Cry
- 2000: Nominierung für den MTV Movie Award für den besten Filmkuss in Boys Don’t Cry gemeinsam mit Hilary Swank
- 2000: Auszeichnung mit dem National Society of Film Critics Award als beste Nebendarstellerin für Boys Don’t Cry
- 2000: Nominierung für den Online Film Critics Society Award als beste Nebendarstellerin in Boys Don’t Cry